# بربارة بلاكمان
بربارة بلاكمان (بالإنجليزية: Barbara Blackman)‏ هي كاتِبة أسترالية، ولدت في 22 ديسمبر 1928.